# Neos (Fluggesellschaft)
Neos S.p.A. ist eine italienische Fluggesellschaft mit Sitz in Somma Lombardo und Basis auf dem Flughafen Mailand-Malpensa.

## Geschichte
Neos wurde am 22. Juni 2001 gegründet und nahm den Flugbetrieb am 8. März 2002 auf. Das Unternehmen wurde als Joint Venture zwischen Finanziaria di Partecipazioni (IFIL), dem Mutterkonzern des Reiseveranstalters Alpitour, und dem deutschen Touristikkonzern TUI gegründet. Ab Januar 2004 übernahm IFIL die Anteile von TUI und wurde somit Alleinbesitzer. Neos ist heute die offizielle Fluggesellschaft von Alpitour.

## Flugziele
Neos führt Flüge für Reiseveranstalter zu Urlaubszielen weltweit durch.

## Flotte

### Aktuelle Flotte
Mit Stand April 2025 besteht die Flotte der Neos aus 17 Flugzeugen mit einem Durchschnittsalter von 7,1 Jahren:
| Flugzeugtyp             | Anzahl | bestellt | Anmerkungen               | Sitzplätze (Economy+/Economy) | Durchschnittsalter |
| ----------------------- | ------ | -------- | ------------------------- | ----------------------------- | ------------------ |
| Boeing 737-800          | 04     |          | mit Winglets ausgestattet | 186 (-/186)                   | 13,6 Jahre         |
| Boeing 737 MAX 8        | 07     | 1        |                           | 186 (-/186)                   | 03,6 Jahre         |
| Boeing 787-9 Dreamliner | 06     |          | eine inaktiv              | 359 (28/331)                  | 07,0 Jahre         |
| Gesamt                  | 17     | 1        |                           |                               | 07,1 Jahre         |

### Ehemalige Sonderbemalungen
| Flugzeugtyp    | Luftfahrzeugkennzeichen | Bemalung           | Taufname   | Zeitraum                   | Bild |
| -------------- | ----------------------- | ------------------ | ---------- | -------------------------- | --- |
| Boeing 737-800 | EI-GRJ                  | Palermo ✈︎ New York | „Ciao Gin“ | Mai 2024 bis November 2024 | Bild gesucht Die Wikipedia wünscht sich an dieser Stelle ein Bild. Falls du dabei helfen möchtest, erklärt die Anleitung , wie das geht. |

### Ehemalige Flugzeugtypen
In der Vergangenheit setzte Neos bereits folgende Flugzeugtypen ein:
| Flugzeugtyp      | Anzahl | von  | bis  | Anmerkung |
| ---------------- | ------ | ---- | ---- | --------- |
| Boeing 767-300ER | 03     | 2005 | 2020 |           |